# Karel Hendrik Geerts

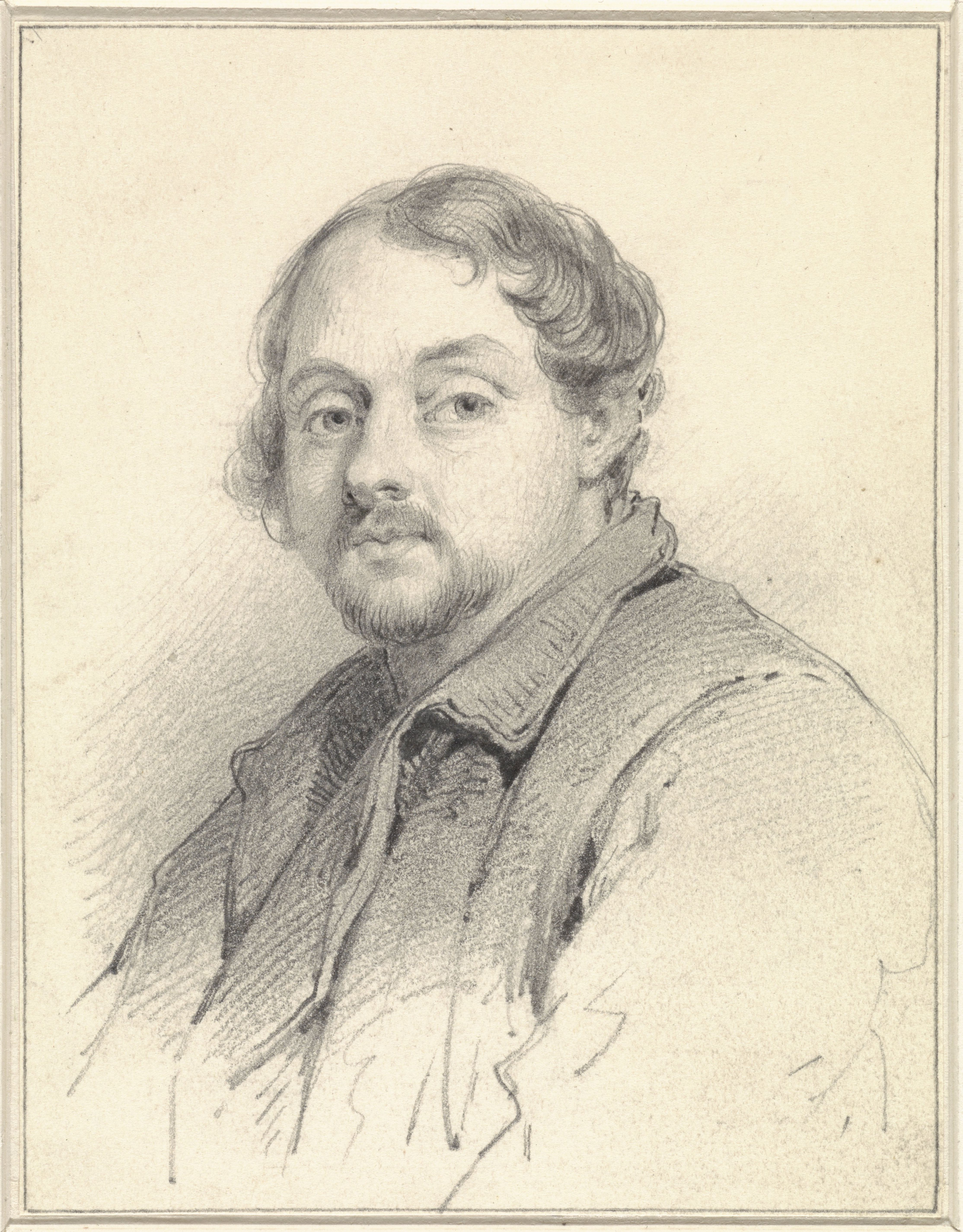
Karel Hendrik Geerts (Selbstporträt)

Karel Hendrik Geerts (* 10. August 1807 in Antwerpen; † 16. Juni 1855 in Löwen) war ein belgischer neugotischer Bildhauer, der vor allem für seine Holzschnitzkunst bekannt wurde.

## Leben

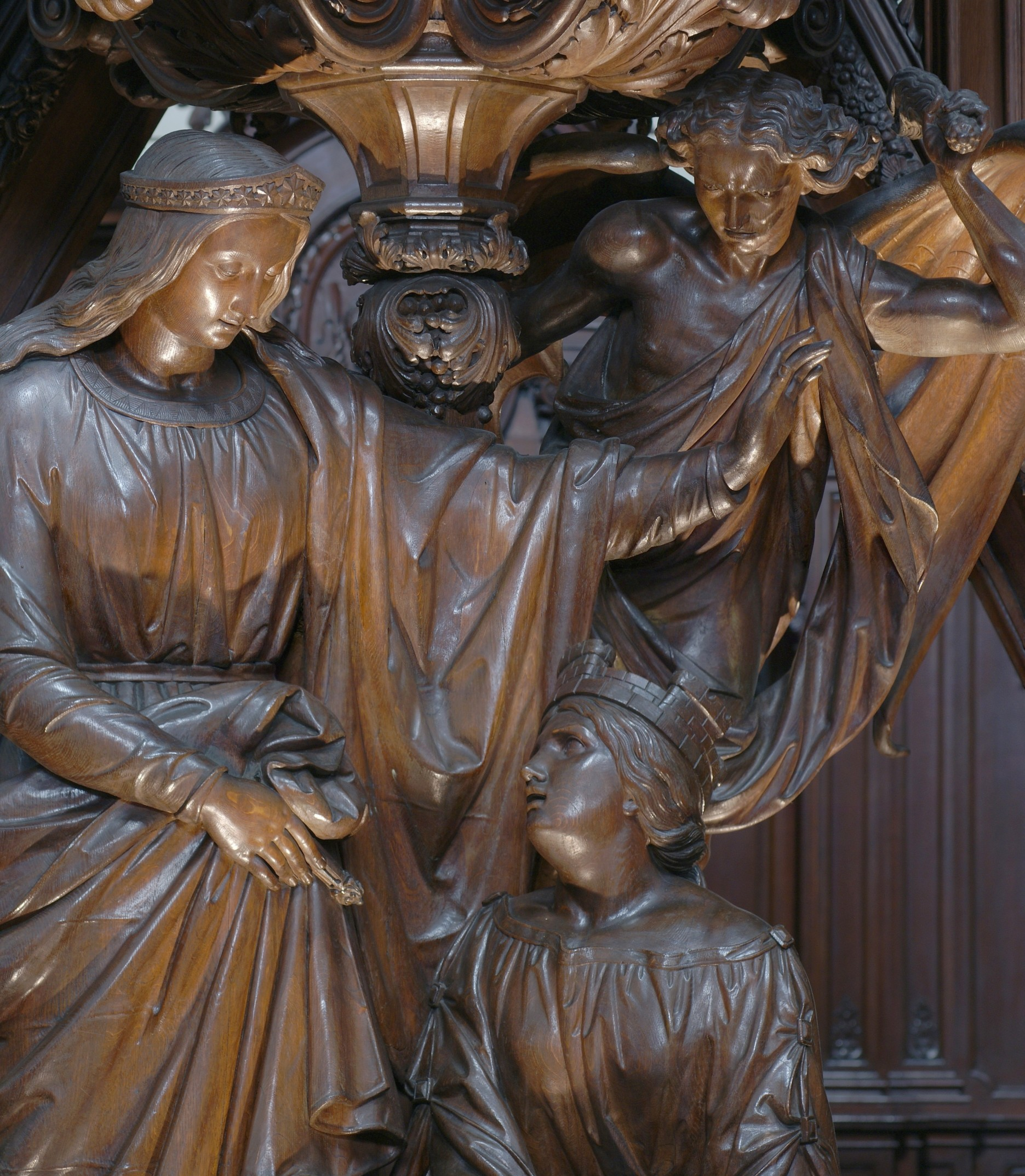
Ausschnitt der Kanzel in der Kathedrale von Namur, geschaffen von Karel Geerts, 1848.

Karel Geerts studierte an der Artesis Hogeschool Antwerpen als Schüler von J.B. Van Hool und J.A. van der Ven von 1824 bis 1833. Er heiratete Ludovica Maria Ruelens. Im Jahr 1833 oder 1935 wurde er Professor der Bildhauerkunst an der Akademie zu Leuven und blieb es bis zu seinem Tod.
Seit 1842 wurde er in einem Skulpturenatelier in der Savoyestraat in Löwen ausgebildet. Daraus entwickelte er eine Schule mit ca. 60 Zöglingen. 1846 kaufte er in derselben Straße einen Flügel des ehemaligen Savoy College. In diesen Gebäuden wurden unter anderem die Bildhauer Jan Abeloos (1819–1886) und François Vermeylen d.Ä. ausgebildet.
Wegen seiner verdienstvollen Arbeit wurde Geerts zum Ritter des Orden vom Niederländischen Löwen ernannt; zudem erhielt er den Leopoldsorden.
Zu seinen Schülern gehörte Julius Bayerle.
Der Priester und Schriftsteller Floris Prims bezeichnete ihn 1936 als ein Vorbild für viele Studenten; er habe ihnen die Holzskulptur nahegebracht.
In Borgerhout (Antwerpen) wurde die Karel Geertsstraat nach ihm benannt.

## Werke (Auswahl)
- Chorgestühl der Liebfrauenkathedrale von (1841);
- Kathedrale von Namur: die Kanzel von 1848 und die Skulpturen auf dem Orgelgehäuse;
- Die Krönung der Jungfrau (circa 1850), ausgestellt im Victoria and Albert Museum in London;
- Diverse Bilder am Giebel des Rathauses von Löwen (1851);
- Grabstein für Jacques De Mersseman (1853) in Steenbrugge;
- Grabstein für Pierre-Jean Denef in de Sint-Pieterskerk in Turnhout;
- Das Bild Mariä Empfängnis in der Pfarrkirche in Bassevelde (Assenede) (1855).